# Haiderhof (Konzell)
Haiderhof ist  ein Gemeindeteil der Gemeinde Konzell im niederbayerischen Landkreis Straubing-Bogen.

## Lage
Der Weiler Haiderhof liegt in der Gemarkung Auggenbach, etwa 1,3 Kilometer nordöstlich vom Hauptort Konzell nördlich der Staatsstraße St 2140 auf einer Höhe von etwa 522 m ü. NHN.

## Geschichte
Der Ort entstand in der Zeit zwischen 1880 und 1885 als Einöde mit zwei Wohngebäuden und 15 Einwohnern im "Rettenbacher Feld" der Gemeinde Auggenbach. 1900 besteht nur mehr ein Wohngebäude mit neun Einwohnern. 1927 wechselte der Ort durch die Eingemeindung der Gemeinde Auggenbach zur Gemeinde Konzell. Für 1961 sind zwei Wohngebäude und 15 Einwohner nachgewiesen. Bei der Volkszählung 1987 werden sechs Wohnungen in drei Wohngebäuden und 18 Einwohner ermittelt.

### Einwohnerentwicklung
|       | Haiderhof     |
| ----- | ------------- |
| 1885: | 015 Einwohner |
| 1900: | 009 Einwohner |
| 1925: | 009 Einwohner |
| 1950: | 008 Einwohner |
| 1961: | 015 Einwohner |
| 1970: | 011 Einwohner |
| 1987: | 018 Einwohner |